# Maria Keratsa de Bulgària
Maria Keratsa de Bulgària, en búlgar Кераца-Мария, nascuda el 1348 i morta el 1390, va ser una princesa de Bulgària que va viure durant el Segon Imperi Búlgar. Va ser emperadriu consort de l'Imperi Romà d'Orient en casar-se amb l'emperador Andrònic IV Paleòleg. Era filla del Tsar Ivan Alexandre de Bulgària i de la seva segona esposa Teodora, una jueva conversa.
El 1355, després d'anys de lluita, Bulgària i l'Imperi Romà d'Orient van voler buscar la pau. Per cimentar l'aliança entre els dos poders, Ivan Alexandre de Bulgària va oferir la mà de la seva filla, Maria Keratsa, al futur emperador Andrònic IV Paleòleg. El compromís es va signar el 17 d'agost del 1355. Al document oficial de matrimoni que va signar el Patriarca de Constantinoble, es diu que aquesta unió era "beneficiosa per als cristians, pels romans d'Orient i els búlgars, i que tindrà conseqüències perjudicials per als infidels (els turcs)".
L'any 1369, Joan V Paleòleg va nomenar coemperador al seu fill Andrònic. Implicat en una lluita contra els otomans que sap perduda, arriba a un acord amb el sultà Murat I per convertir-se en vassall seu i pagar-li un tribut. Exasperat per la política passiva del seu pare, Andrònic es va aliar amb el fill de Murat, Savcı Bey, en una revolta comuna contra els seus respectius pares, però l'intent va ser un fracàs. Maria Keratsa, Andrònic i el seu fill van ser empresonats durant tres anys, fins que els genovesos els van poder posar en llibertat. El 12 d'agost de 1376, Andrònic IV va destituir el seu pare amb l'ajut dels genovesos i va ascendir al tron. Maria Keratsa es va convertir en emperadriu consort. La nova parella imperial va mantenir el control de Constantinoble fins a l'1 de juliol de 1379. Aquell any, els turcs van atacar Constantinoble i van reposar Joan V Paleòleg al tron, a canvi de la promesa que els seria entregada Filadèlfia. El 1382 Andrònic IV va ser nomenat coemperador per un acord amb el seu pare, però el conflicte entre pare i fill va durar fins a la mort d'aquest últim el 1385.
Maria Keratsa i Andrònic IV van tenir tres fills. Dues filles de nom desconegut i un fill, Joan VII Paleòleg, que va ser un efímer emperador durant cinc mesos l'any 1390. Maria Keratsa va passar l'última part de la seva vida com a monja amb el nom de Matissa. Va morir el 1390.